# Nezikin
Nezikin (ebraico: נזיקין, Danni Neziqin) o Seder Nezikin (סדר נזיקין, L'Ordine dei Danni) è il quarto Ordine della Mishna (come anche della Tosefta e del Talmud). Esamina generalmente la legge civile e penale del sistema giuridico ebraico.
Nezikin contiene dieci volumi (o "trattati"):
1. Bava Kamma (בבא קמא, Prima Porta) esamina materie civili, essenzialmente danni e risarcimenti. 10 capitoli.
2. Bava Metzia (בבא מציעא, Porta Media) esamina materie civili, più che altro danni intenzionali e diritto di proprietà. 10 capitoli.
3. Bava Batra (בבא בתרא, Ultima Porta) esamina materie civili, concentrandosi sulla proprietà terriera. 10 capitoli.
4. Sinedrio  (סנהדרין, Il Sinedrio) tratta delle regole dei procedimenti giudiziari nel Sinedrio, la pena di morte e altre materie criminali. 11 capitoli.
5. Makkot (מכות, Percosse) tratta dei testimoni collusivi, città di rifugio e la punizione delle frustate. 3 capitoli.
6. Shevu'ot (שבועות, Giuramenti) tratta dei vari tipi di giuramento e le loro conseguenze. 8 capitoli.
7. Eduyot (עדויות, Testimonianze) presenta la casistica delle dispute legali nei tempi mishnahici e le varie testimonianze che illustrano le storie dei Saggi e principi della Halakhah. 8 capitoli.
8. Avodah Zarah (עבודה זרה, Idolatria) esamina le leggi di interazione tra ebrei e Gentili e/o idolatri (dalla prospettiva ebraica). 5 capitoli.
9. Avot (אבות, Padri) è una raccolta delle massime etiche favorite dei Saggi. 6 capitoli.
10. Horayot (הוריות, Decisioni) esamina le offerte comunitarie date per errori giudiziari commessi dal Sinedrio. 3 capitoli.

In origine i primi tre volumi venivano contati come un solo lungo trattato. Dato che era il massimo depositario di diritto "civile", veniva chiamato semplicemente Massekhet Nezikin (Trattato "Danni"). Il ragionamento tradizionale per l'ordine dei volumi di Nezikin è il seguente: l'Ordine inizia col diritto civile (i primi 3 trattati) perché è considerato la pietra angolare della giustizia all'interno dello stato ebraico. Segue il Sinedrio in maniera logica, in quanto si tratta di diritto penale. Poi viene il Makkot perché è una continuazione della materia trattata nel Sinedrio in termini di procedura penale. Poi Shevuot, che continua il tema generale considerato nel Makkot, sulla falsa testimonianza. Dopo aver delineato i punti principali del diritto civile e penale, si passa a Eduyot che rappresenta il tutto in un quadro strutturale halakhico. Dopo aver affrontato i "danni" all'interno della società, la fase successiva è Avodah Zarah, posto successivamente per evidenziare ciò che è visto come un comportamento che contamina l'universo. Avot è probabilmente collocato subito dopo, per contrastare la negatività delle legislazioni di Avodah Zarah e narrare le massime dei Saggi, la cui principale funzione era di  contrastare l'idolatria. Infine Horayot riporta la discussione da grandi altezze ad un'umile nota, quella di evidenziare il concetto che anche i Saggi e i Battei din possono sbagliare.
Esiste una sezione talmudica sia nel Bavli che nel Yerushalmi per ciascun trattato,  fatta eccezione per Eduyot e Avot. Ciò accade probabilmente perché questi due trattati non considerano le leggi individuali e quindi non si prestano ad una analisi di tipo Gemara.